# Georgi Andonow
Georgi Bonchew Andonow (auch Georgi Bonchev Andonov geschrieben, bulgarisch Георги Андонов; * 28. Juni 1983 in Plowdiw) ist ein bulgarischer Fußballspieler.

## Karriere

### Verein
In der Sommerpause zur Saison 2010/11 der A Grupa, wechselte Andonow zum Erstligaverein FC Tschernomorez Burgas. Sein Debüt für den Klub aus Burgas gab er am 2. August 2010 im Spiel gegen Akademik Sofia (0:0). Seinen ersten Treffer für den neuen Verein erzielte er beim Sieg gegen Lewski Sofia (2:1) am 15. August 2010. In der Winterpause der Saison 2011/12 wurde sein Vertrag bei Tschernomorez Burgas aufgelöst und Andonow kehrte wieder zu Beroe Stara Sagora zurück.
Nach zwei weiteren Spielzeiten in Bulgarien wechselte Andonow im Sommer 2014 in die zweite türkische Liga und unterschrieb für zwei Jahre bei Denizlispor. Aufgrund einer längeren Verletzung und einer Verpflichtung eines weiteren ausländischen Spielers, wurde der Vertrag von Andonow im Februar 2015 in gegenseitigem Einverständnis vorzeitig aufgelöst. Daraufhin wechselte er wieder zu seinem alten Verein Beroe Stara Sagora.

### Nationalmannschaft
Zu seiner Zeit bei Botew Plowdiw spielte Andonow von 2003 bis 2004 für die bulgarische U-21-Nationalmannschaft.